# Централни Сулавеси
Централни Сулавеси (инд. Sulawesi Tengah), једна је од 34 провинције Индонезије. Провинција се налази на острву Сулавеси у источном делу Индонезије. Покрива укупну површину од 61.841 km² и има 2.635.009 становника (2010).
Главни и највећи град је Палу.
Састав становништва је мултиетнички, а већинска религија је ислам (76%). 

## Демографија
| 1971.   | 1980.     | 1990.     | 1995.     | 2000.     | 2010.     |
| ------- | --------- | --------- | --------- | --------- | --------- |
| 913.662 | 1.289.635 | 1.711.327 | 1.938.071 | 2.218.435 | 2.635.009 |

## Галерија
- Мегалитна стена у Централном Сулавесију
- Ендемска птица Украшени лорикет